# Валентин Гомез Фаријас
Валентин Гомез Фаријас (шп. Valentín Gómez Farías) је био мексички политичар и председник Мексика у пет кратких мандата током 1830-их и 1840-их. Током свог председничког мандата 1833. године спровео је значајне либералне реформе са циљем да поткопа моћ Римокатоличке цркве и војске у Мексику.